# النوم أثناء ساعات العمل

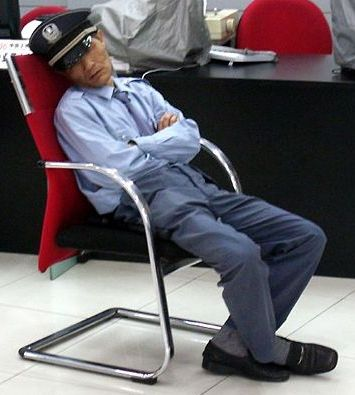
حارس مصرف نائم

النوم أثناء ساعات العمل هو الإستسلام للنوم أثناء ساعات العمل الرسمية أو عند أداء عمل لا يتسم بالحركة أو المجهود البدني. يعتبر هذا الأمر في بعض الوظائف انتهاكا ثانويا أو حتى لا يستحق العقاب، ولكنه يعتبر في أماكن عمل أخرى سلوكا مشينا، وربما يكون سببا لاتخاذ إجراءات تأديبية، بما في ذلك الإيقاف عن العمل.